# غیرقابل‌تصور
غیرقابل‌تصور یا ناانگاشتنی (به انگلیسی: Unthinkable) فیلمی دلهره‌آور محصول سال ۲۰۱۰ ایالات متحده و به کارگردانی گرگور جوردن است. در این فیلم بازیگرانی همچون ساموئل ال. جکسون، مایکل شین، کری-ان ماس، برندان روث، گیل بیلاز، مارتین دونوان، استیون روت، بنیتو مارتینز، نکار زادگان، هولمز آزبرن و جاشوا هارتو ایفای نقش کرده‌اند.

## داستان
داستان فیلم غیرقابل‌تصور دربارهٔ یک بازرس و یک مأمور اف.بی.آی است که یک مظنون به تروریسم را تحت فشار قرار می‌دهند تا به محل سه جنگ‌افزار هسته‌ای که قرار است کشور آمریکا را نابود سازند، اعتراف کند.

## نسخهٔ توسعه‌یافته
افرادِ یک واحد خنثی‌سازی بمبِ اف.بی.آی به محل اعلام‌شده بمب اعزام می‌شوند و بمب را خنثی می‌کنند و سپس به خوشحالی و جشن می‌پردازند. سپس، در همین زمان، در همان نزدیکی و در پشت جعبه‌ای، تایمرِ بمب شماره چهار به صفر می‌رسد.